# Sofija Kymantaitė-Čiurlionienė
Sofija Čiurlionienė née Kymantaitė (1886–1958) est une écrivaine, éducatrice et militante lituanienne.
Après des études dans des gymnasium pour filles à Saint-Pétersbourg et à Riga, elle étudie la philosophie, la littérature et l'histoire de l'art aux Cours supérieurs pour femmes (Cracovie) (pl) et à l'université Jagellonne. Elle retourne en Lituanie en 1907 et rejoint la vie culturelle de Vilnius. En janvier 1909, elle épouse le peintre et compositeur Mikalojus Konstantinas Čiurlionis, mais celui-ci meurt en avril 1911, la laissant avec une petite fille. Jusqu'au début de la Première Guerre mondiale, elle enseigne la langue et la littérature lituaniennes dans les cours pour professeurs établis par la société Saulė à Kaunas. Elle enseigne ensuite à l'Université Vytautas-Magnus de 1925 à sa retraite en 1938. Sofija Čiurlionienė est également active dans la vie publique : elle est déléguée à l'Assemblée de la Société des Nations en 1929-1931 et 1935-1938 et cheffe des éclaireuses scouts lituaniennes en 1930-1936. Elle participe aussi activement à diverses organisations de femmes, dont la Ligue internationale des femmes pour la paix et la liberté et le Conseil des femmes lituaniennes (en). Pendant la Seconde Guerre mondiale, elle participe au sauvetage de Juifs du ghetto de Kovno et est reconnue comme Juste parmi les nations en 1991. 
Dans ses essais sur l'art et la littérature, influencés par les idées de la fin de siècle et des mouvements de la jeune Pologne, elle critique le réalisme et soutient le symbolisme. Cependant, certaines de ses propres œuvres littéraires sont de bons exemples de réalisme. Ses œuvres les plus populaires sont les pièces de théâtre, en particulier les comédies Pinigėliai (Argent, 1919) et Vilos puošmena (Décoration de la villa, 1932). Elle écrit également des drames, des pièces de théâtre pour les écoles, des poèmes. La plupart de ses romans explorent l'interdiction de la presse lituanienne et le renouveau national lituanien. 

## Biographie

### Petite enfance et éducation
Sofija Kymantaitė est née dans une famille d'un noble lituanien sans terre le 13 mars 1886 dans le presbytère de Joniškis, non loin de la frontière lettonne. La famille vit avec son oncle maternel, l'abbé Vincentas Jarulaitis (lt) qui lui donne des cours (en russe et en lituanien) à la maison et parraine son éducation,. Lorsque l'entreprise de ses parents, une maison d'hôtes et une petite boutique à Šiauliai font faillite, la famille retourne vivre avec Jarulaitis à Kuliai en 1893. En 1898, elle s'inscrit dans une école primaire pour filles à Palanga. La même année, Kymantaitė rencontre le prêtre Juozas Tumas-Vaižgantas (en), un participant actif au Renouveau national lituanien et rédacteur en chef de Tėvynės sargas (en). En 1899, elle assiste à l'Amérique dans les bains publics, la première pièce en lituanien dans la Lituanie actuelle. En 1899–1904, Kymantaitė étudie au gymnasium pour filles rattaché à l'église catholique Sainte-Catherine à Saint-Pétersbourg, dans une école privée pour filles et un gymnasium public pour filles à Riga. Là, elle participe à une société étudiante lituanienne secrète créée par Kipras Bielinis (en). Marcelinas Šikšnys (lt) continue à lui enseigner le lituanien. Elle visite fréquemment la famille de l'écrivain Pranas Mašiotas (lt)  et leur lit ses premiers poèmes.  
En 1904-1907, elle étudie à Cracovie (alors partie de l'Autriche-Hongrie ) dans les Cours supérieurs pour femmes (Cracovie) (pl) créé par Adrian Baraniecki (pl) et l'Université Jagellonnene. Elle espère initialement étudier la médecine, mais elle ne connait pas le latin et étudie plutôt la philosophie, la littérature et l'histoire de l'art. À Cracovie, elle rencontre des peintres polonais tels que Piotr Stachiewicz et Franciszek Turek (pl) ; ses professeurs comprennent Konstanty Górski (écrivain) (pl) pour l'histoire de l'art et Lucjan Rydel pour la littérature. Elle rejoint également la Rūta Society, une société lituanienne créée par Józef Albin Herbaczewski (pl), et commence à écrire des articles sur la littérature lituanienne. Sa première longue étude sur les poètes Antanas Vienažindys (lt), Maironis et Pranas Vaičaitis est publiée par Vilniaus žinios (en) en décembre 1906.  
Lorsque son oncle Vincentas Jarulaitis subit un incendie et ne peut plus soutenir ses études, Sofija Kymantaitė retourne en Lituanie et rejoint la vie culturelle de Vilnius en 1907. Encouragée par Juozas Tumas-Vaižgantas, elle prend un emploi au bureau de Viltis (en) (Espoir) et contribue à des articles et des feuilletons sur la littérature lituanienne. Elle reçoit d'autres cours de lituanien de Tumas-Vaižgantas, Jonas Jablonskis et Jurgis Šlapelis (lt). Elle participe au premier congrès des femmes lituaniennes en septembre 1907. Avec Marija Pečkauskaitė, elle est sélectionnée comme vice-présidente de l'événement. Sofija Kymantaitė prononce un discours sur l'enseignement de l'histoire de la Lituanie et est élue à un comité de 10 personnes chargé de la création de l'Union des femmes lituaniennes. Elle participe également aux activités de la société Rūta ; par exemple, elle joue le rôle féminin principal d'Aldona dans la pièce historique Mindaugas de Juliusz Słowacki en mai 1908.

### Mariage avec M. K. Čiurlionis

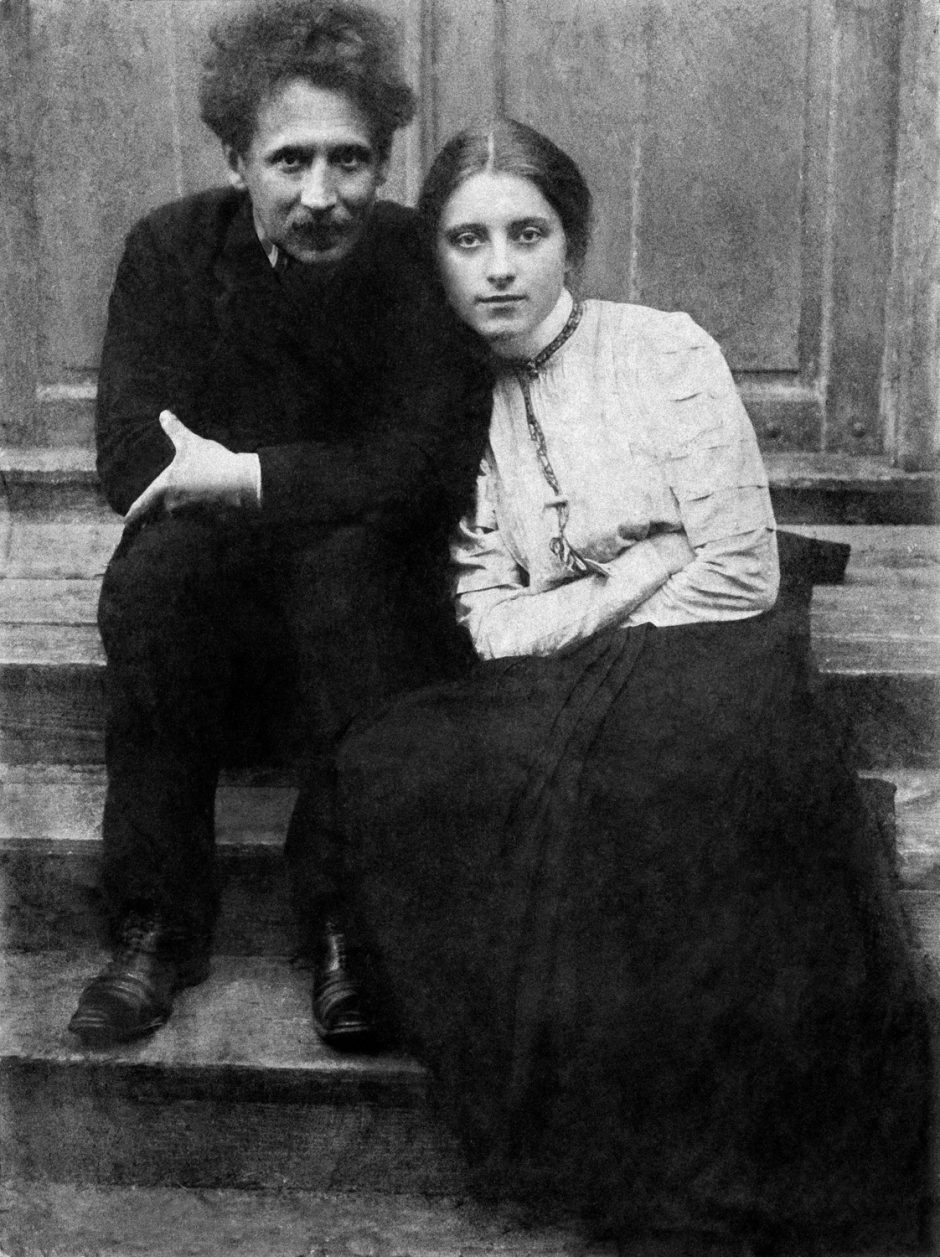
Kymantaitė et Čiurlionis en 1908

Sofija Kymantaitė rencontre son futur mari Mikalojus Konstantinas Čiurlionis lors de l'ouverture de la première exposition d'art lituanienne en janvier 1907. À l'époque, elle est fiancée à Zygmunt Ruszczyc, propriétaire d'un manoir à Širvintos. Sofija Kymantaitė et Mikolajus Čiurlionis se rencontrent à nouveau en novembre 1907 lors d'un événement commémorant Vincas Kudirka au cours duquel elle prononce un discours et où il joue du piano. Après l'événement, il lui demande de lui enseigner le lituanien. Elle accepte, lui donnant des cours trois fois par semaine en utilisant la grammaire lituanienne de Jonas Jablonskis et une collection de chansons folkloriques lituaniennes d'Antanas Juška,. À l'été 1908, ils passent quelque temps à Palanga puis rendent visite à leurs familles à Plungė et Druskininkai pour les informer de leur engagement. Ils se marient le 1er janvier 1909 à Šateikiai (lt). Le couple part ensuite pour Saint-Pétersbourg poursuivre la carrière artistique de Čiurlionis. Ils rentrent passer l'été à Druskininkai, Vilnius et Plungė. À l'automne 1909, Čiurlionis revient seul à Saint-Pétersbourg. Lorsque Sofija Kymantaitė lui rend visite aux alentours de Noël, elle le trouve dans une profonde dépression et à peine conscient de son environnement. Il est alors placé dans un sanatorium à Marki près de Varsovie. Elle reste en Lituanie et a donné naissance à leur fille Danutė Čiurlionytė-Zubovienė (lt) le 12 juin 1910. Čiurlionis ne verra jamais sa fille : il prend froid, développe une pneumonie et meurt le 10 avril 1911 à Marki.  
Au cours de leur courte relation, le couple travaille sur quelques projets communs comme organisé la deuxième exposition d'art lituanien, publie un recueil de critiques littéraires Lietuvoje (1910), peint un rideau de théâtre pour la société Rūta et l'écriture d'un opéra inachevé Jūratė. Ils ont tous deux une forte influence artistique l'un sur l'autre. Les peintures de Mikolajus Čiurlionis sont acclamées par tous en Lituanie et le gouvernement fonde le Musée national d'art MK Čiurlionis en 1921. En 1922, Sofija Čiurlionienė accepte de vendre 193 œuvres de Čiurlionis pour 65 000 marks-or au gouvernement. Cependant, l'argent est placé dans une fiducie au profit de leur fille jusqu'à l'âge de 21 ans.  

### Éducatrice et activiste

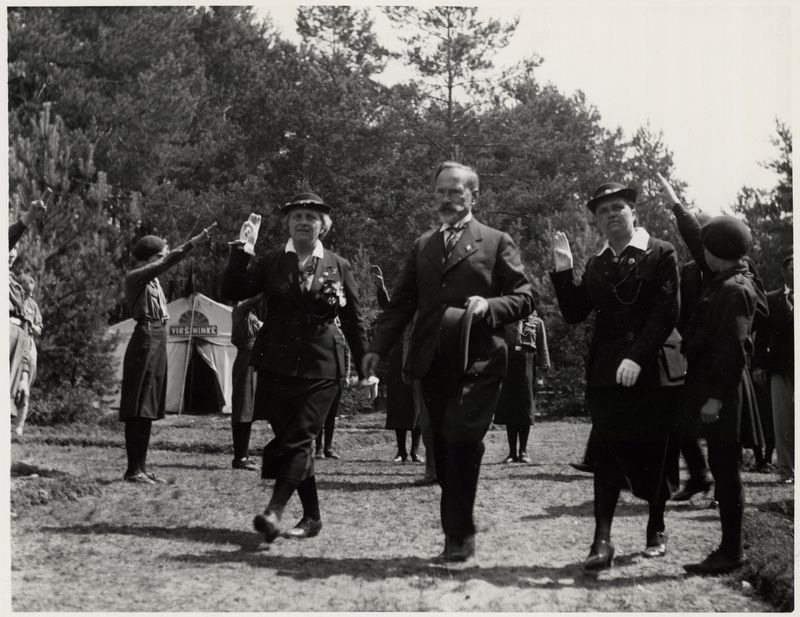
Čiurlioninė (à gauche) avec le président Antanas Smetona dans un camp de scouts en juillet 1938

Veuve à 25 ans et avec une petite fille, Sofija Čiurlionienė s'installe à Kaunas. Elle obtient un poste d'enseignante dans des cours pour enseignants établis par la société Saulė et y enseigne la langue et la littérature lituaniennes. Pour collecter des fonds pour soutenir les étudiants en difficulté, les militants organisent des soirées culturelles avec des conférences, de la musique, des pièces de théâtre. Au cours de plusieurs de ces soirées, des pièces de Sofija Čiurlionienė sont jouées.  Pendant la Première Guerre mondiale, elle est évacuée à Voronej et enseigne dans des cours de professeurs lituaniens et dans une école de filles créée par Martynas Yčas. Comme il y a un manque de manuels en lituanien, elle prépare et publie un recueil d'articles Iš mūsų literatūros (De notre littérature ; 1913), le manuel Lietuvių literatūros istorijos konspektas (Abrégé de l'histoire de la littérature lituanienne) et une anthologie (tous deux en 1918). En 1919, elle retourne à Kaunas et obtient un emploi au département de l'éducation du ministère de la Défense. De 1925 à 1938, elle enseigne la langue lituanienne à l'Université Vytautas-Magnus. En 1935, l'université l'envoie en Europe occidentale pour étudier les meilleures pratiques d'enseignement de la langue et de la littérature. Elle se rend à Bâle, Berne, Genève, Lyon, Toruń, Varsovie, Cracovie. Elle rassemble du matériel pour un livre sur la méthodologie de l'enseignement de la langue et de la littérature lituaniennes, mais elle ne le termine pas en raison de la Seconde Guerre mondiale.  
Soifija Čiurlionienė continue d'être active dans la vie publique. En mars 1929, elle participe à une réunion sur la situation en Europe de l'Est organisée par la Ligue internationale des femmes pour la paix et la liberté (WILPF) à Vienne. Ses efforts pour défendre les revendications territoriales de la Lituanie sur la région de Vilnius reçoivent des éloges en Lituanie et elle est envoyée au 6e congrès de la WILPF à Prague en août 1929. Elle devient également membre des délégations du gouvernement lituanien à l'Assemblée de la Société des Nations en 1929-1931 et 1935-1938. Les deux autres membres de la délégation de 1929 sont le Premier ministre Augustinas Voldemaras et le diplomate Vaclovas Sidzikauskas. En 1930, elle rejoint la Cinquième Commission de la Ligue qui s'occupe des questions sociales et humanitaires telles que la traite des êtres humains, la prostitution, le bien-être des enfants. En Suisse, elle découvre l'Union international des Amies de la jeune fille, fondée en 1877 et créé sa section en Lituanie (Mergaičių bičiulių draugija) en 1929. Le syndicat cherche à aider les jeunes femmes déplacées des villages vers les grandes villes à éviter d'être exploitées ou victimes de la traite,. En 1935, Čiurlionienė retourne à la Ligue et devient membre du Premier Comité (questions juridiques et constitutionnelles) et de la Sixième Commission (mandats, esclavage et questions politiques), mais revient à la Cinquième Commission en 1936. En 1937, elle participe au deuxième congrès des femmes lituaniennes organisé par le Conseil des femmes lituaniennes où elle lit un document sur les causes des échecs du mariage. Le Conseil des femmes lituaniennes la suggère sans succès au Conseil d'État de Lituanie et à se porter candidate au quatrième Seimas.  
En 1930-1936, elle est la dirigeante des éclaireuses lituaniennes.  D'environ 1926 à 1942, elle organise des rassemblements le samedi dans sa maison qui attirent les écrivains, les poètes, les linguistes célèbres. Parmi les visiteurs fréquents se trouvent Vincas Mykolaitis-Putinas, Balys Sruoga, Salomėja Nėris ou encore Kostas Korsakas (lt). Ces rassemblements donnent lieu au magazine Gimtoji kalba (langue maternelle ; 1933–1941) qui est édité par Čiurlionienė pour la première année. Elle publie aussi de nombreux articles sur la langue, l'éducation et la culture dans divers périodiques.  

### Dernières années

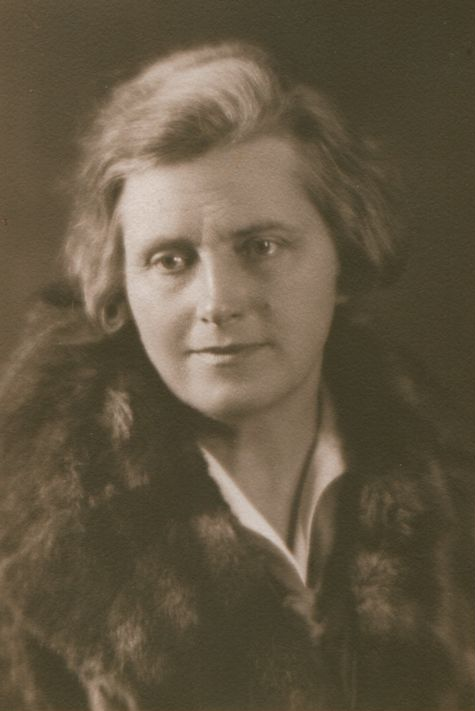
Čiurlionienė en 1932

En raison de sa mauvaise santé, elle démissionne de son poste d'enseignante en 1938, mais continue à donner des conférences. Pendant la Seconde Guerre mondiale, avec sa fille et son gendre, elle aide à sauver Esther, la fille d'un an de l'écrivain juif Meir Jelin (de). Elles travaillent avec Petras Baublys, directeur d'un orphelinat, et sauvent d'autres enfants du ghetto de Kovno,. Elles sont finalement reconnues comme Justes parmi les Nations en 1991. 
En 1954, Čiurlionienė adresse une pétition à Justas Paleckis, président du Soviet suprême de la RSS de Lituanie, au nom de Juozas Urbšys, dernier ministre des Affaires étrangères de la Lituanie indépendante, et de son épouse Marija Mašiotaitė-Urbšienė, amie d'enfance de Čiurlionien of et fille de l'écrivain Pranas Mašiotas (lt). Urbšys a purgé une peine de prison en Sibérie mais n'est pas autorisé à retourner en Lituanie. Čiurlionienė demande à Paleckis de les autoriser à rentrer et promet de les héberger chez elle. Ils reviennent en 1956 et vivent avec Čiurlionienė. Pour gagner de l'argent, Urbšys fait des traductions du français vers le lituanien. En public, ces traductions sont attribuées à Čiurlionienė. L'une de ces traductions est le roman Madame Bovary de Gustave Flaubert publié en 1958.  
Čiurlionienė subit deux crises cardiaques et meurt en 1958. Elle a été enterrée au cimetière de Petrašiūnai.  

## Œuvre
Ses premières œuvres littéraires, un poème et une impression, sont publiées à Gabija, le premier almanach lituanien, dédié à Antanas Baranauskas et publié en 1907 à Cracovie,. Ensuite, elle publie ses œuvres littéraires et ses essais critiques dans diverses anthologies et périodiques, notamment Naujoji Romuva, Lietuva, Aušrinė. Quand sa critique de Sudrumsta ramybė, une pièce de 1925 de Petras Vaičiūnas (lt), n'est pas bien reçue, elle cesse de publier ses critiques.  
Son premier livre Lietuvoje est publié en 1910. Il contient sept essais de Čiurlionienė et un essai sur la musique de Čiurlionis qu'elle a traduit du polonais. Le livre fournit une évaluation critique de la culture et de la société lituaniennes. Influencée par les idées de la fin du siècle et des mouvements de la jeune Pologne, elle est insatisfaite du réalisme qui prévaut à l'époque et soutient un symbolisme qui cherche un sens plus profond et plus significatif, explore la vie spirituelle et le désir. Dans ses divers essais sur l'art et la littérature, elle exhorte les créateurs à ne pas copier des exemples étrangers mais à regarder en eux-mêmes, à explorer le caractère et l'esprit national incarnés dans le folklore lituanien et à créer des œuvres plus modernes. Dans cette optique, elle salue les pièces de Marcelinas Šikšnys (lt) et Vidūnas.  
La plupart de ses œuvres littéraires sont des pièces de théâtre, ce qui fait d'elle l'une des premières femmes dramaturges lituaniennes,. Sa première pièce est Kalinys (Prisonnier) sur l'évasion du Grand-Duc Vytautas du Château de Kreva en 1382. Ses œuvres les plus populaires sont les comédies Pinigėliai (Argent ; 1919) et Vilos puošmena (Décoration d'une villa ; 1932). Ces comédies, en opposant l'idéalisme au matérialisme, montrent les défauts de la société et se moquent de la cupidité et du désir de profit,. Une autre comédie Didžioji mugė (La grande expo ; 1939) explore les familles de la nouvelle élite capitaliste — les maris chassant l'argent et la gloire et leurs vaines épouses lançant des initiatives caritatives et flirtant avec les Américains. Son drame Aušros sūnūs (Fils d'Aušra ; 1922) dépeint la vie de contrebandiers de livres pendant l'interdiction de la presse lituanienne. Son drame allégorique Riteris budėtojas est mis en scène mais elle n'est pas satisfaite de la production et la fait annuler. En 1941, elle écrit le drame Tie metai (Cette année) sur la première déportation soviétique de Lituanie ; il est publié pour la première fois en 1992. Elle écrit également des pièces de théâtre pour les écoles ; la première collection est publiée en 1918.  
Ses œuvres sont fortement influencées par le folklore lituanien. En particulier, son poème consacré à Čiurlionis Giria žalioji (La forêt verte ; 1915–1945), la pièce pour enfants Dvylika brolių, juodvarniais laksčiusių (Douze frères volant comme des corbeaux ; 1932), le poème Mūsų jauja (Notre ferme ; 1910–1954) emprunte les symboles et mythes des contes populaires lituaniens,. Par exemple, dans Giria žalioji, une jeune fille cherche une fleur de fougère. Son roman autobiographique Šventmarė (1937) est un exemple de réalisme littéraire même si elle critique le réalisme dans ses essais. Il représente une paroisse de Samogitie pendant l'interdiction de la presse lituanienne et brosse un tableau de la vie sociale et culturelle de l'époque. Le principal protagoniste est un prêtre catholique, mais malgré son éducation dans la maison de son oncle prêtre catholique, Čiurlionienė ne s'attarde pas sur la morale catholique et dépeint le jeune prêtre comme un héraut du renouveau national lituanien. Le roman est adapté au théâtre par Liucija Armonaitė et mis en scène à Alytus en 2013. Le renouveau national est également exploré dans le roman Bundanti žemė (Terre éveillée ; 1913-1934) qui dépeint la vie de deux jeunes amis, l'un de la noblesse, l'autre de la paysannerie, et leur cheminement vers un travail culturel actif. Čiurlionienė prévoyait de continuer le roman, mais il reste non-fini. Quelques-unes de ses œuvres sont écrites dans le dialecte samogitien y compris son dernier roman inachevé Žemaitiška poema (poème samogitien).  
Elle traduit également les comédies Le Tartuffe ou l'Imposteur et L'Avare de Molière (toutes deux en 1928) et, avec d'autres, traduit et édité l'épopée grecque l'Iliade (1930).  

## Héritage
Trois volumes des œuvres sélectionnées de Čiurlionienė sont publiés en 1956 à l'occasion de son 70e anniversaire. Une collection complète de ses œuvres en huit volumes est publiée entre 1986 et 2013 par l'Institut de littérature et de folklore lituaniens,. Sa vie fait l'objet de monographies publiées par Ramutis Karmalavičius en 1992, Viktorija Daujotytė en 2016 et Nida Gaidauskienė en 2019. En 1996 et 2007, sa fille unique publie deux volumes de mémoires sur elle. Ses portraits ont été peints par Antanas Žmuidzinavičius, Justinas Vienožinskis (lt), et d'autres.  
Sofija Čiurlionienė a brûlé ses lettres à son mari Čiurlionis ; les lettres qu'il lui a adressées sont publiées en 1973 (57 lettres) et 2011 (édition augmentée avec de nouvelles lettres, mémoires de contemporains) - les deux volumes sont compilés et édités par Vytautas Landsbergis. Un film biographique sur leur histoire d'amour, Letters to Sofija (en) réalisé par Robert Mullan sort en 2013. Elle est également représentée dans la pièce de théâtre Svajonių piligrimas (1975) de Jonas Vaitkus et Eugenijus Ignatavičius (lt)  et dans le film Žalčio karūna (1986) réalisé par Bronius Talačka (lt). En 2017, Valentinas Masalskis (lt) qui a joué Čiurlionis dans le film de 1986 créé un festival annuel d'art et de musique nommé Sofija en son honneur.  
En 1932, Sofija Čiurlionienė déménage dans sa propre maison à Kaunas conçue par l'architecte Vytautas Landsbergis-Žemkalnis. Financé par des fonds provenant de la vente de peintures de Čiurlionis en 1922  il s'agit d'un exemple de l'architecture moderniste qui a valu à Kaunas le label du patrimoine européen et qui figure sur la liste indicative des sites du patrimoine mondial de l'UNESCO. Sa chambre est conservée comme mémorial par sa famille. Inauguré officiellement en 1971, il présente des meubles originaux, des livres anciens, des photographies, des effets personnels.  
La maison où elle et Čiurlionis ont séjourné à Palanga est inscrite au Registre des biens culturels ; une plaque commémorative y est apposée en 1969. Une rue d'Aleksotas, un quartier de Kaunas, est nommée en son honneur en 1993. La maison de Joniškis où Sofija Čiurlionienė est née a été identifiée en 2016. La maison reçoit alors quelques réparations nécessaires et des photos d'elle sont installées à l'extérieur en 2019. 